# 佐藤征一
佐藤 征一（さとう せいいち、1944年4月28日 - ）は、福岡県北九州市出身のフリーアナウンサー。

## 人物
小倉高校時代の同級生には漫画家・イラストレーターのわたせせいぞうがいる。法政大学卒業後の1967年にテレビ西日本へ入社し、主にプロ野球・公営競技などのスポーツ中継を担当。特に競馬中継→エキサイティング競馬→ドリーム競馬の小倉開催分のメインキャスターを務め、退職までの数年間はプロデューサーも兼務。これは後輩の川﨑聡にも引き継がれた。プロ野球ニュースでは福岡からのコーナーキャスターも担当し、時間終わりの「佐藤アナ・今日の一句」は番組名物となった。TVQ開局前の1990年まで小倉競輪場・飯塚オートレース場の特別競走を実況し、特に小倉の競輪祭はテレビ東京系列でも放送された。TNCが毎年日本ダービー・有馬記念の前々日に開催するイベントでは、最後に行われる抽選会の司会も務め、FNS系列局女子アナウンサー研修の講師も長年にわたって担当。2004年に定年退職。同年2月のドリーム競馬が局アナとして最後の出演となり、夏季開催時には応援でゲスト出演した。2020年3月28日からはYouTubeのチャンネルを立ち上げた。

## 主な出演番組

### 局アナ時代
- プロ野球中継
- ドリーム競馬
- プロ野球ニュース

### 退職後
- 福岡ソフトバンクホークス主催試合（2014年頃まで、スカパー!、TOKYO MX兼任）
- Jリーグ中継のうち、九州北部で開催される試合

## 主な実況歴（判明分）
- 小倉大賞典（1983年, 1984年, 1987年～1992年, 2004年）
- 小倉記念（1981年, 1987年～1991年）
- テレビ西日本賞北九州記念（1981年, 1988年～1991年）
- 小倉3歳ステークス（1983年, 1988年～1991年）
- 中日新聞杯（1991年）